# Berner Fachhochschule, Departement Gesundheit

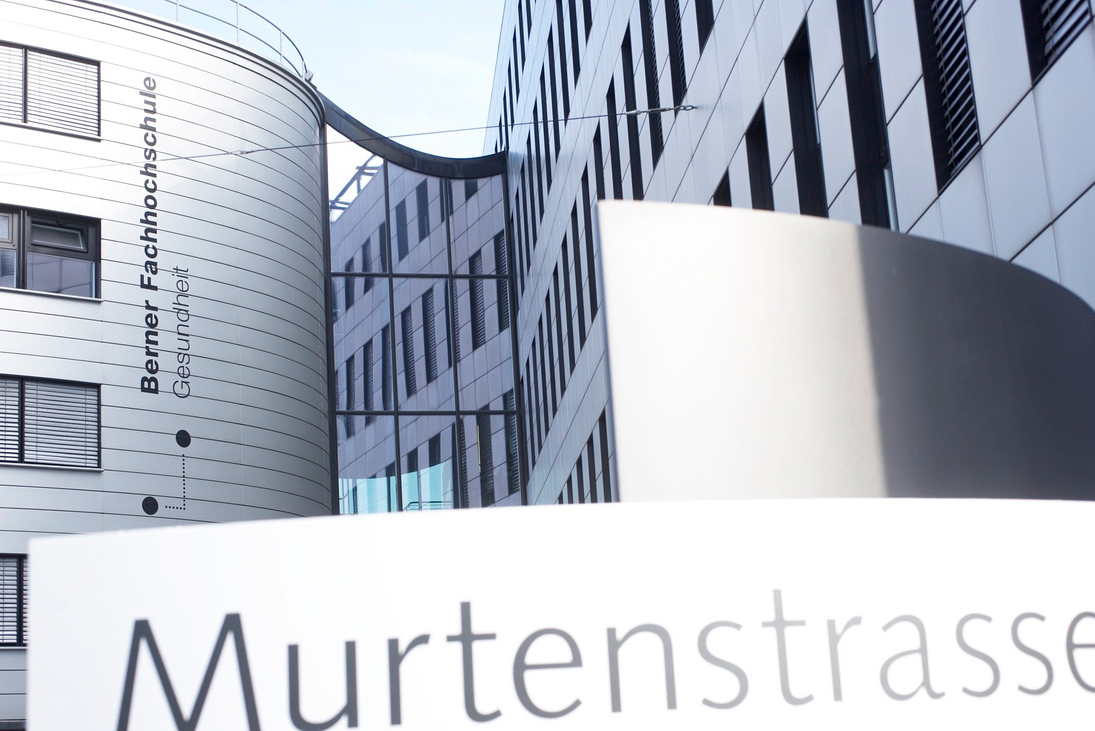
Gebäude des Departements Gesundheit an der Murtenstrasse

Das Departement Gesundheit der Berner Fachhochschule ist eines der acht Departemente der Berner Fachhochschule (BFH), einer Fachhochschule im Kanton Bern in der Schweiz.
Das Departement verfügt über vier Standorte in Bern (Murtenstrasse 10, Schwarztorstrasse 48, Stadtbachstrasse 64, Finkenhubelweg 11) sowie einen Standort in Basel (Campus Bildung Gesundheit im SpenglerPark seit Sommer 2023).

## Fachbereiche
Das Departement Gesundheit gliedert sich in die vier Fachbereiche Ernährung und Diätetik, Geburtshilfe, Pflege, Physiotherapie, das Institut für personenzentrierte Gesundheitsversorgung, das Institut für Gesundheitsökonomie und Gesundheitspolitik sowie die Abteilung Services Gesundheit. In den Fachbereichen der vier Gesundheitsberufe werden Bachelor- und Master-Studiengänge, angewandte Forschung und Entwicklung sowie Weiterbildungen und Dienstleistungen angeboten.

## Studiengänge
Das Departement Gesundheit bietet folgende Bachelor- und Masterstudiengänge an:
- Bachelor of Science in Ernährung und Diätetik
- Bachelor of Science Hebamme
- Bachelor of Science in Pflege
- Bachelor of Science in Physiotherapie
- Master of Science in Ernährung und Diätetik
- Master of Science in Healthcare Leadership
- Master of Science Hebamme
- Master of Science in Pflege
- Master of Science in Physiotherapie
- Master of Science in Life Sciences - Food, Nutrition and Health

## Geschichte
1999 entschied die Schweizerische Konferenz der kantonalen Gesundheitsdirektorinnen und -direktoren (GDK) über eine umfassende Reform der Gesundheitsberufe und beschloss 2004, die Ausbildungen in Physiotherapie und Ergotherapie in der ganzen Schweiz als Bachelorstudiengänge an Fachhochschulen anzubieten. In der Westschweiz sollten alle und in der Deutschschweiz ein gewisser Prozentsatz der Diplome im Pflegebereich an Fachhochschulen angeboten werden.
2005 entschieden die Regierungen der Kantone Bern, Zürich und St. Gallen, dass in der Deutschschweiz nur noch je eine Ausbildung in Ergotherapie (Zürcher Hochschule für Angewandte Wissenschaften, Winterthur) und Ernährungsberatung (Berner Fachhochschule) angeboten wird. Zudem beschloss die GDK, dass die Ausbildungen in Ernährungsberatung und Hebamme längerfristig ebenfalls Bachelorstudiengänge an Fachhochschulen werden sollten. Die Regierungen der Kantone Bern, Zürich und St. Gallen legten fest, diese Ausbildungen ab 2007 anzubieten.
2006 starteten am Fachbereich Gesundheit der Berner Fachhochschule die ersten Bachelorstudiengänge Physiotherapie und Pflege, 2007 folgten der erste Bachelorstudiengang Ernährung und Diätetik in Bern und der erste Bachelorstudiengang Physiotherapie in Basel (Kooperation mit dem Bildungszentrum Gesundheit Basel-Stadt). 2008 startete der Bachelorstudiengang Hebamme in Bern. 2009 schlossen die ersten Bachelorstudierenden in Pflege und Physiotherapie ihr Studium an der Berner Fachhochschule ab. 2010 wurden die ersten Masterstudiengänge Pflege und Physiotherapie aufgenommen, und das Eidgenössische Volkswirtschaftsdepartement (EVD) akkreditierte die Bachelorstudiengänge Pflege, Physiotherapie, Hebamme sowie Ernährung und Diätetik.
2018 wurde der Fachbereich Gesundheit zu einem eigenständigen Departement der BFH.